# Onthophagus nigricornis
Onthophagus nigricornis là một loài bọ cánh cứng trong họ Bọ hung (Scarabaeidae).